# Himantocladium formosicum
Himantocladium formosicum là một loài rêu trong họ Neckeraceae. Loài này được Broth. & Yasuda mô tả khoa học đầu tiên năm 1926.